# Victoria Bardar
Victoria Bardar (rum.Fotbal Club Victoria Bardar) – mołdawski klub piłkarski z siedzibą w Bardarze. Założony został w 1995.

## Sukcesy
- 1. miejsce w 1 lidze mołdawskiej: 2017
- 1. miejsce w 2 lidze mołdawskiej: 2010-11, 2011-12 (centrum)